# Марухина, Александра Николаевна
Губа (Марухина) Александра Николаевна (1911 — неизвестно) —звеньевая колхоза «Вперёд», город Кизляр Грозненской области. Герой Социалистического Труда.

## Биография
Родилась в 1911 году на территории современной Кировоградской области Украины. Украинка. Получив начальное образование, с 1933 года работала в виноградарском колхозе «Вперёд», позже возглавила звено. По итогам работы в 1948 году звеном А.Н.Губы получен урожай винограда 163,6 центнера с гектара на площади 3 гектара поливных виноградников. Указом Президиума Верховного Совета СССР от 17 сентября 1949 года за получение высоких урожаев винограда в 1948 году Губе Александре Николаевне присвоено звание Героя Социалистического Труда с вручением ордена Ленина и золотой медали «Серп и Молот».